# Nurse Witch Komugi
Nurse Witch Komugi (ナースウィッチ小麦ちゃんマジカルて, Nāsu Witchi Komugi-chan Majikarute) est un anime de cinq OVA (six en comptant l'épisode 2.5 apparaissant au milieu de la série), réalisé entre 2002 et 2004. Une suite de deux épisodes existe, Nurse Witch Komugi-Chan Magikarte Z.
L'anime en lui-même est une parodie de la série SoulTaker et du genre Magical Girl. On suit les aventures de Komugi Nakahara, une idole de cosplay qui se transforme en « Magical Nurse Witch Komugi » quand les problèmes surgissent.
Une série anime a été annoncée pour janvier 2016 par le studio Tatsunoko Production.

## Personnages
La majorité des personnages proviennent de SoulTaker, même si les personnalités ont été caricaturées.
Komugi NakaharaDoublée par : Haruko Momoi
Le personnage principal, une cosplayeuse de 17 ans, qui se transforme en 'Nurse Witch Komugi'. Elle travaille pour une agence d'artistes, Kiri Pro, en tant qu'actrice, modèle... (généralement en portant des costumes ridicules). Elle peut être très énergique et agaçante, ce qui généralement se termine par l'énervement et l'exaspération de sa patronne. Son costume de sorcière/infirmière est un mélange entre un uniforme d'infirmière et d'un costume de lapin. Enfin, Komugi a un faible pour Kyosuke Date.
Mugi-maruDoublé par : Yuji Ueda
l' "associé" de Komugi, une sorte de lapin pervers, venant du Monde Vaccin, qui peut détecter les virus.
Kyousuke DateDoublé par : Mitsuki Saiga
Un chanteur célèbre, travaillant pour une compagnie rivale de Kiri Pro. Dans Soultaker, il était le protagoniste de la série.
Koyori KokubunjiDoublée par : Ikue Ohtani
Koyori est l'amie de Komugi et travaille avec elle comme modèle et cosplayeuse. Cependant, de temps en temps, Koyori perd connaissance et se transforme en 'Magical Maid Koyori', sa personnalité malfaisante. Koyori infecte alors les des gens innocents avec des virus. Elle peut être considérée comme la rivale de Komugi. Elle est souvent frustrée d'être constamment vaincue par Komugi et Mugimaru. Après un certain temps, elle revient à sa personnalité normale, ne se souvenant pas des actions de sa personnalité malfaisante.
PosokichiDoublée par : Ai Shimizu
L' "associé" de 'Magical Maid Koyori', un raton-laveur tranquille. Dans l'épisode 4, la Koyori "malfaisante" passe des mois à entraîner Posokichi à parler.
Yui KiriharaDoublée par : Akiko Hiramatsu
Mlle Yui est la présidente de Kiri Pro. Elle gronde souvent Komugi quand elle met le bazar (ce qui arrive assez régulièrement). Elle a 29 ans, et était une idole célèbre qui tomba amoureuse du président qu'une autre agence d'artistes, Mr. Richard. Tout allait bien pour elle, jusqu'à ce que Richard annonce à la presse qu'il aimait la manager de Mlle Yui le jour même où elle allait se déclarer à lui. Le cœur brisé et humiliée, elle abandonna le milieu des idoles et devint la présidente de sa propre agence d'artistes.
Shiro MibuDoublé par : Masaya Onosaka
Shiro est le manager de Komugi. Il a d'habitude une personnalité décontractée et posée, mais quand Komugi s'enfuit du travail (pour devenir Magical Nurse Komugi et sauver la ville), il vaut mieux ne pas croiser sa route. Il restera généralement coincé avec le travail de Komugi, en portant un de ses costumes. Bien qu'il hurle sur Komugi, il la soutient quand elle se fait gronder par Mlle Yui à cause de ses disparitions. Il a tout un panel de surnoms pour Komugi, allant de "Petite merde" à "petite fille insignifiante". Il a aussi montré qu'il se débrouille bien avec les ordinateurs, puisqu'il a conçu et gère le site web de Komugi pour elle.
Megumi AkibaDoublée par : Atsuko Enomoto
Megumi travaille aussi à Kiri Pro, et est la rivale la plus tenace de Komugi. Megumi, contrairement à Komugi, a plus de sex appeal, et elle embête régulièrement Komugi à propos de sa petite poitrine, auquel cas Komugi rétorque en insultant sa forte poitrine. Megumi est photogénique, bien qu'elle trouve aussi un intérêt dans le jeu d'acteur.
Runa TokisakaDoublée par : Michiko Neya
Runa est une enfant star à Kiri Pro. Elle semble calme et mignonne, mais de temps en temps fait des commentaires grossiers, habituellement sur Komugi. À l'instar de Megumi, elle traite Komugi de poitrine plate et de pseudo-Idole. Elle utilise à son avantage son apparence mignonne pour gagner plus d'argent.
Asuka SakuraiDoublée par : Yukari Tamura
Asuka était une actrice, avant d'aller à Kiri Pro. Komugi pense que c'est un honneur de travailler avec une actrice professionnelle, mais en réalité cela veut dire que Sakura est à deux doigts de perdre son travail d'actrice. Asuka travaille dur à Kiri Pro, et est généralement plus responsable que Komugi ou Megumi. Elle ne se plaint pas beaucoup, mais peut perdre son sang-froid aussi bien que les autres. Contrairement aux autres employés de Kiri Pro, Asuka respecte Komugi et s'est liée d'amitié avec elle.

## Épisodes
- 1. Battle! Komugi vs. Hikki - Biggest duel at Akihabara
- 2. Fear! Maid Witch descends - Big Fight at Odaiba!
- 2.5 Hunch of Another Festival, Heave-Ho!
- 3. Really? Komugi-chan's going to die 2, 3 times? The Trembling, off season blossoming of Izuitou Road!
- 4. First! It's called the Typhoon Anime Studio. Suidoubashi Explodes!?
- 5. The Encounter Has Come